# 王因遗址
王因遗址位于中国山东省兖州市王因镇王因村，是一处新石器时代遗址，2006年被列为第六批全国重点文物保护单位。
王因遗址在王因村东南的一片稍隆起的台地上，比周边平地高出约1米，遗址东2公里为泗河。遗址南北长约300米，东西宽约200米，总面积约6万平方米。遗址于1975年因修路被发现，12月5日中国社会科学院考古研究所山东工作队和济宁地区文化局进行了试掘，1976年～1978年先后进行了6次发掘，发掘总面积10180平方米，发现了墓葬899座、房址14座、灰坑423座，出土了大量石器、骨器、陶器等。发掘结果表明，王因遗址以北辛文化（晚期）和大汶口文化（早期）遗存为主，是中国最大的史前墓地之一。
- 席纹泥块，北辛文化，王因遗址出土
- 盆形鼎，北辛文化，王因遗址出土
- 提梁鼎，大汶口文化，王因遗址出土
- 陶镯，大汶口文化，王因遗址出土
- 陶觚形杯，大汶口文化，王因遗址出土
- 釜形鼎，大汶口文化，王因遗址出土
- 彩陶钵，大汶口文化，王因遗址出土
- 冥器，大汶口文化，王因遗址出土